# Dignomus tumseus
Dignomus tumseus is een keversoort uit de familie klopkevers (Ptinidae). De wetenschappelijke naam van de soort werd in 1897 gepubliceerd door Maurice Pic.